# Huawei P30
Huawei P30, Huawei P30 Pro, Huawei P30 Lite e Huawei P30 Lite New Edition sono smartphone Android progettati e commercializzati da Huawei, seguono Huawei P20 nella serie P.

## Specifiche tecniche

### Hardware
Huawei P30 è dotato di un display da 6,1" con risoluzione 2340x1080 pixel. Il dispositivo è dotato di processore HiSilicon Kirin 980, 6 GB di memoria RAM e 128 GB di ROM. Con il Huawei P30 Pro il display, curvo ai lati su questo modello, aumenta la propria diagonale a 6,47'', mantenendo invece invariata la risoluzione, così come il processore che è un Kirin 980. Le memorie RAM e ROM sono rispettivamente da 6 a 8 e da 128 GB a 256 GB.
La batteria è da 3650 mAh su P30 e da 4200 su P30 Pro.
Il modulo fotocamera è composto da tre lenti su P30, una 40 megapixel con la nuova tecnologia ''SuperSpectrum'', che utilizza quindi un sensore RYYB con il quale i sub-pixel verdi vengono sostituiti da sub-pixel gialli, che assorbono più luce, permettendo così una migliore resa fotografica al buio, una 16 megapixel ultra-wide angle ed una 8 megapixel con zoom ottico 3x. Il P30 Pro aggiunge una quarta camera TOF ed aumenta la risoluzione della lente grandangolare a 20 megapixel, inoltre lo zoom ottico è un 5x, che in digitale arrivo fino a 50x. Entrambi i modelli hanno una camera frontale da 32 megapixel.
Huawei P30 Lite è la versione economica dello smartphone, monta infatti un processore Kirin 710, con 4 GB di RAM e 128 di ROM. Il display è un 6,15" da 2312x1080 pixel e le camere, tre su questo modello, sono rispettivamente da 48, 8 e 2 megapixel.
Huawei P30 Lite New Edition o Huawei P30 Lite 2020 è la versione riproposta del Huawei P30 Lite, monta infatti su un processore Kirin 710,con 6 GB di RAM e 256 di ROM 6,15" da 2312x1080 pixel e le camere, tre su questo modello, sono rispettivamente da 48, 8 e 2 megapixel.

### Software
Tutte le varianti del Huawei P30 sono state commercializzate con Android 9 Pie e EMUI 9.1.
Ora sono aggiornati a EMUI 12.